# Leopoldine Blahetka
Anna Maria Leopoldine Blahetka (nascuda el 16 de novembre de 1809 a Guntramsdorf, morta el 17 de gener de 1885 a Boulogne-sur-Mer) fou una compositora i pianista austríaca.

## Vida
Leopoldine Blahetka va néixer a Guntramsdorf, a prop de Viena, filla de George i Barbara Joseph Blahetka Sophia, de soltera Traeg. El seu pare era professor d'història i matemàtiques i la seva mare professora i intèrpret de fisarmònica. El seu avi matern era el compositor vienès Andreas Traeg.
La família es va traslladar a Viena i George Blahetka va treballar amb l'editorial de música Traeg. Leopoldine va prendre lliçons de piano de la seva mare i als 16 anys va fer la seva primera gira de concerts a Alemanya, on Robert Schumann, que la va escoltar en aquesta ocasió, va dir que la seva interpretació era "una cosa realment femenina, tendra, amb nivell i elaborada". Després va estudiar amb Joseph Czerny, Hieronymus Payer, Heinrich Eduard Josef von Lannoy, Joachim Hoffmann, Catherina Cibbini-Kozeluch, Friedrich Kalkbrenner, Ignaz Moscheles, i posteriorment composició amb Simon Sechter.
El 1821, Blahetka va començar a recórrer Europa, acompanyada per la seva mare i va continuar la seva gira durant uns vint anys. El 1828 va actuar a Viena en un concert del violinista Niccolò Paganini, que va manifestar la seva admiració per ella.
Després de les seves primeres composicions de música per a piano, va seguir la moda del Biedermeier i va compondre l'obra "Die Räuber und der Sänger", que es va estrenar el 22 de març de 1830 al Hoftheater de Viena. Al voltant d'aquell any, la família es va traslladar a Boulogne-sur-Mer, França, a la recerca d'un clima millor. Allà va ensenyar piano i els seus concerts van ser els punts artístics més destacats de la seva nova ciutat. A més, va continuar assistint a concerts de concerts. Poc se sap de la seva vida des de la seva època a França. La seva gran passió era la música. Va compondre més de 70 obres, incloent-hi peces orquestrals, valsos, cançons i obres sacres.
El 17 de gener de 1885, Leopldine Blahetka va morir a Boulogne-sur-Mer, on el seu funeral es va convertir en un esdeveniment social a causa del seu prestigi.

## Obres (selecció)
- op. 9, Grande polonaise concertante pour le piano forte et violoncello
- op. 13, Variations sur un thème favorite
- op. 14, Variations brillantes
- op. 15, Sonata per a violí
- op. 16, Nr. 1, 6 Deutsche Lieder: Die Nebelbilder
- op. 16, Nr. 2, 6 Deutsche Lieder: Der Getröstete
- op. 16, Nr. 3, 6 Deutsche Lieder: Die Totenklage
- op. 16, Nr. 4, 6 Deutsche Lieder: Die fernen Berge
- op. 16, Nr. 5, 6 Deutsche Lieder: Sehnsucht
- op. 16, Nr. 6, 6 Deutsche Lieder: Matrosenlied
- op. 18, Variations brillantes sur un thème hongrois
- op. 19, Polonaise D-Dur
- op. 20, Variations brillantes sur le Siège de Corinthe
- op. 25, Konzertstück per a piano i (opcional) quartet de corda o orquestra[5]
- op. 26, Six Valses avec Trio et Coda
- op. 26a, Variationen über ein Thema aus der Oper 'Die Stumme' von Portici
- op. 27, Variations sur un thème tyrolien
- op. 28, Variations sur la chanson nationale autrichienne Gott erhalte Franz den Kaiser
- op. 29, Variations sur un thème de Gallenberg
- op. 32, Rastlose Liebe[6]
- op. 39, Introducció i variacions per a flauta i piano
- op. 43, Quartet per a piano[7]
- op. 44, 2n quartet per a piano[8]
- op. 47, Grand Duo (per a piano a quatre mans)[9]
- op. 48, Capriccio per a piano[10]